# براد سميث (لاعب كرة قدم بريطاني)
براد سميث (بالإنجليزية: Brad Smith)‏ (23 أبريل 1997 في المملكة المتحدة - ) هو لاعب كرة قدم بريطاني في مركز الوسط. لعب مع دندي يونايتد.

## وصلات خارجية
- براد سميث على موقع قاعدة بيانات كرة القدم.إي يو (الإنجليزية)
- براد سميث على موقع Soccerbase.com (لاعب) (الإنجليزية)
- براد سميث على موقع Soccerway.com (الإنجليزية)
- براد سميث على موقع عالم كرة القدم.نت (الإنجليزية)